# El sobre verde
El sobre verde, es una revista musical, presentada por sus autores como «Sainete con gotas de revista», en dos actos, divididos en varios cuadros. Con libreto de Enrique Paradas y Joaquín Jiménez, y música del maestro Jacinto Guerrero. Se estrenó con gran éxito primero en el Teatro Victoria de Barcelona el 22 de enero de 1927 y luego en el Teatro Apolo de Madrid el 14 de marzo de 1927.
Esta obra es considerada como una de las piedras angulares del género frívolo. Con un libreto que sabe jugar bien con los elementos del sainete más castizo, combinado con cuadros de gran revista, debido a la mano de dos experimentados autores en este campo como Enrique Paradas y Joaquín Jiménez, hace de esta obra un claro exponente de los espectáculos frívolos de los «felices años 20».
La música es un sabio muestrario de los gustos y modas de los años 20, en donde podemos ver elementos tan tradicionales como el chotis, a otros bailables de moda como el tango o el charlestón. Todo esto es gracias a la mano del maestro Jacinto Guerrero, el cual es considerado uno de los puntales de este género, al crear melodías de gran sencillez y que conectaban con el público, convirtiéndose en uno de los autores favoritos del momento.
En 1971 fue trasladada al cine en la película homónima bajo la dirección de Rafael Gil.

## Argumento
La acción transcurre en la época del estreno (1927). Don Nicanor es un pobre desgraciado que hace cola, junto con otros, ante la casa de la moneda para poder presenciar el sorteo de la lotería de Navidad. Se topa con la Diosa fortuna, la cual le concede la gracia de que los billetes que él conserva como premio a una buena acción que hizo sean premiados con el gordo de Navidad. Tras ganar la lotería, decide obsequiar a sus amigos y vecinos. Realiza un viaje por el mundo, recalando en Nueva York donde, tras varias peripecias, acaba arruinado. Pero a su auxilio viene el trabajo y lo anima a comenzar de nuevo.

## Números musicales
- Acto primero
  - Preludio (orquesta)[2]
  - Nocturno (orquesta)
  - Marcha y Couplets del Gordo: «¡Soy el gordo!»
  - Salida de los premios grandes y chicos: "¡Ay va, Ay va, el gordo de navidad!"
  - Coro y Caleseras de la moneda de oro: «Somos damas de la reina»
  - Desfile, final del cuadro segundo: "Como hay crisis de dinero"
  - Preludio al cuadro tercero (orquesta)
  - Chotis de la Garçon: «Soy la garçon, con... con...»
  - Intermedio (orquesta)
  - Himno de Don Nicanor y final del acto primero: «Viva, viva, nuestro bienhechor»

- Acto segundo
  - Tango: «El tangolio se baila así, muy lento»
  - Final del cuadro primero (orquesta)
  - One-step de las modistas y los Oficiales: «Cuando salgo del taller»
  - Madame Savigné y Ocho viejos - Fox trot-gavota: «No me persigáis, por favor»
  - Charlestón, Bombones de chocolate (Orquesta).
  - Intermedio (orquesta)
  - Chotis de las chulas organilleras: «Somos las organilleras, de más vista y de más pulso»
  - Pasacalle de las Catalanas y Sevillanas, Apoteosis y fin de la obra: «Son Barcelona y Sevilla».

Debido al gran éxito de la obra, en las sucesivas reposiciones, el maestro Jacinto Guerrero compuso más números para ir sustituyendo a algunos, e ir renovando siempre la partitura, estos son:
- El Periquín, fox-trot: "Este es un baile de postín"
- La Calderona, canción.
- Bombón internacional, fox-trot: "Me casé una noche con Plutón"
- Danzón Cubano: "De asucar la caña vendo"
- Canción de la perla, blues: "¡Oh perla divina!"
- Pasacalle de las madrileñas: "Yo que soy juncal"
- Canción Valenciana: "Mi Valencia tiene naranjas"
- Tango Masoquista: "¡Si no me pegas me muero!"
- Marcha: "¿Quién será mi papa?"
- Pasacalle: "Papá Compreme usté un citro.. citroen"
- Paloma del Manzanares, Canción

## Personajes principales
- Don Nicanor, pobre desgraciado y ganador de la lotería
- Simeon, vecino y amigo de Don Nicanor
- Chelo, golfilla y aspirante a artista
- La Fortuna, Diosa benefactora de la lotería
- Filomena, golfilla y amiga de Chelo
- El trabajo, encarnación de la honradez
- Premio Gordo, el primer premio de la lotería de Navidad.

## Curiosidades
Para el estreno madrileño en el Teatro Apolo, la empresa no reparó en gastos y contrató para el charlestón a la artista de variedades Consuelo Reyes Castizo, apodada «La Yankee», la cual era famosa por sus manera de bailar y cantar. Apareció en escena haciendo una perfecta imitación de Josephine Baker con su famoso cinturón de plátanos, que causó furor entre los espectadores.